# Bruz
Bruz é uma comuna francesa na região administrativa da Bretanha, no departamento Ille-et-Vilaine. Estende-se por uma área de 29,94 km². Em 2010 a comuna tinha 18 972 habitantes (densidade: 633,7 hab./km²).